# Портрет Николая Васильевича Кретова
«Портрет Николая Васильевича Кретова» — картина Джорджа Доу и его мастерской, из Военной галереи Зимнего дворца.
Картина представляет собой погрудный портрет генерал-лейтенанта Николая Васильевича Кретова на фоне растительного пейзажа из состава Военной галереи Зимнего дворца.
К началу Отечественной войны 1812 года генерал-майор Кретов был шефом Екатеринославского кирасирского полка и командовал 1-й бригадой 2-й кирасирской дивизии, состоял во 2-й Западной армии. В Бородинском сражении был ранен и далее отличился в сражении под Красным. Во время Заграничных походов 1813 и 1814 годов участвовал в сражениях при Лютцене, Бауцене, Дрездене и Кульме, за отличия был произведён в генерал-лейтенанты. Во время Битвы народов под Лейпцигом был ранен в голову, но строя не оставил и завершил своё участие в войнах против Наполеона под стенами Парижа.
Изображён в генеральском мундире, введённом для кавалерийских генералов 6 апреля 1814 года, на плечи наброшена шинель. На шее крест ордена Св. Георгия 3-го класса; справа на груди серебряная медаль «В память Отечественной войны 1812 года» на Андреевской ленте, крест сардинского ордена Св. Маврикия и Лазаря и звезда ордена Св. Александра Невского (в центре звезды фон орденского девиза по окружности изображён ошибочно жёлтого цвета, вместо красного). С тыльной стороны картины надпись: Kretoff. Подпись на раме: Н. В. Кретовъ, Генералъ Лейтенантъ. По неизвестной причине отсутствует изображение шейного креста и звезды ордена Св. Владимира 2-й степени, которым Кретов был награждён в 1813 году за отличие в Кульмском бою.
7 августа 1820 года Комитетом Главного штаба по аттестации Кретов был включён в список «генералов, заслуживающих быть написанными в галерею» и 4 сентября 1821 года император Александр I приказал написать его портрет. Несмотря на то, что с 27 ноября 1823 года Кретов был сенатором и постоянно проживал в Санкт-Петербурге, портрет написан был с большой задержкой: гонорар Доу за работу был выплачен лишь 15 января 1828 года, а готовый портрет поступил в Эрмитаж 21 января 1828 года. Предыдущая сдача готовых портретов была 8 июля 1827 года, соответственно картина датируется между этими числами.
В мастерской К. Края по рисунку И. А. Клюквина с портрета была сделана датированная 1848 годом литография, опубликованная в книге «Император Александр I и его сподвижники» и впоследствии неоднократно репродуцированная.